# Frankiales
Ordre
Les Frankiales forment un ordre de bactéries aérobies de la classe des Actinomycetes. Ce sont des bactéries généralement fixatrices d'azote et communément présentes dans les sols et en symbiose avec les plantes.

## Description
Les Frankiales forment un clade de bactéries aérobies à micro-aérophiles à croissance lente. Elles sont mésophiles et en général capables de fixer l'azote atmosphérique mais pas toutes capables de symbiose avec les plantes. Ce sont souvent des bactéries capables de former des sporanges multiloculaires qui se caractérisent par des amas de spores.

## Habitat
On retrouve ces bactéries principalement dans les sols. De nombreuses genres parmi cet ordre, comme les Frankia, vivent en association symbiotiques avec les espèces d'au moins huit familles de plantes. Les Frankiales ont un fort pouvoir de revégétalisation de différents environnement grâce à leur capacité de fixation d'azote mais aussi grâce à leurs résistances à différents métaux.

## Liste des familles
Selon LPSN (29 octobre 2023) :
- Frankiaceae Becking 1970
- Vallicoccaceae Feng et al. 2021

## Taxonomie
Le nom correct complet (avec auteur) de ce taxon est Frankiales Sen et al. 2014. Ce nom a été validé par l'ICSP en 2014.
Le genre type est : Frankia Brunchorst 1886.

### Étymologie
L'étymologie de cet ordre est la suivante : Frank.i.a’les. N.L. masc. n. Albert Bernhard Frank, un botaniste allemand (1839-1900) qui a étudié les symbioses racinaires; L. fem. pl. n. suff. -ales, ending to denote an order; N.L. fem. pl. n. Frankiales, the Frankia order »,.

### Phylogénie
La position phylogénique de ces bactéries a énormément fluctué. Elles sont depuis 2018 positionnées dans la classe des Actinomycetes.